# Daniel Seghers

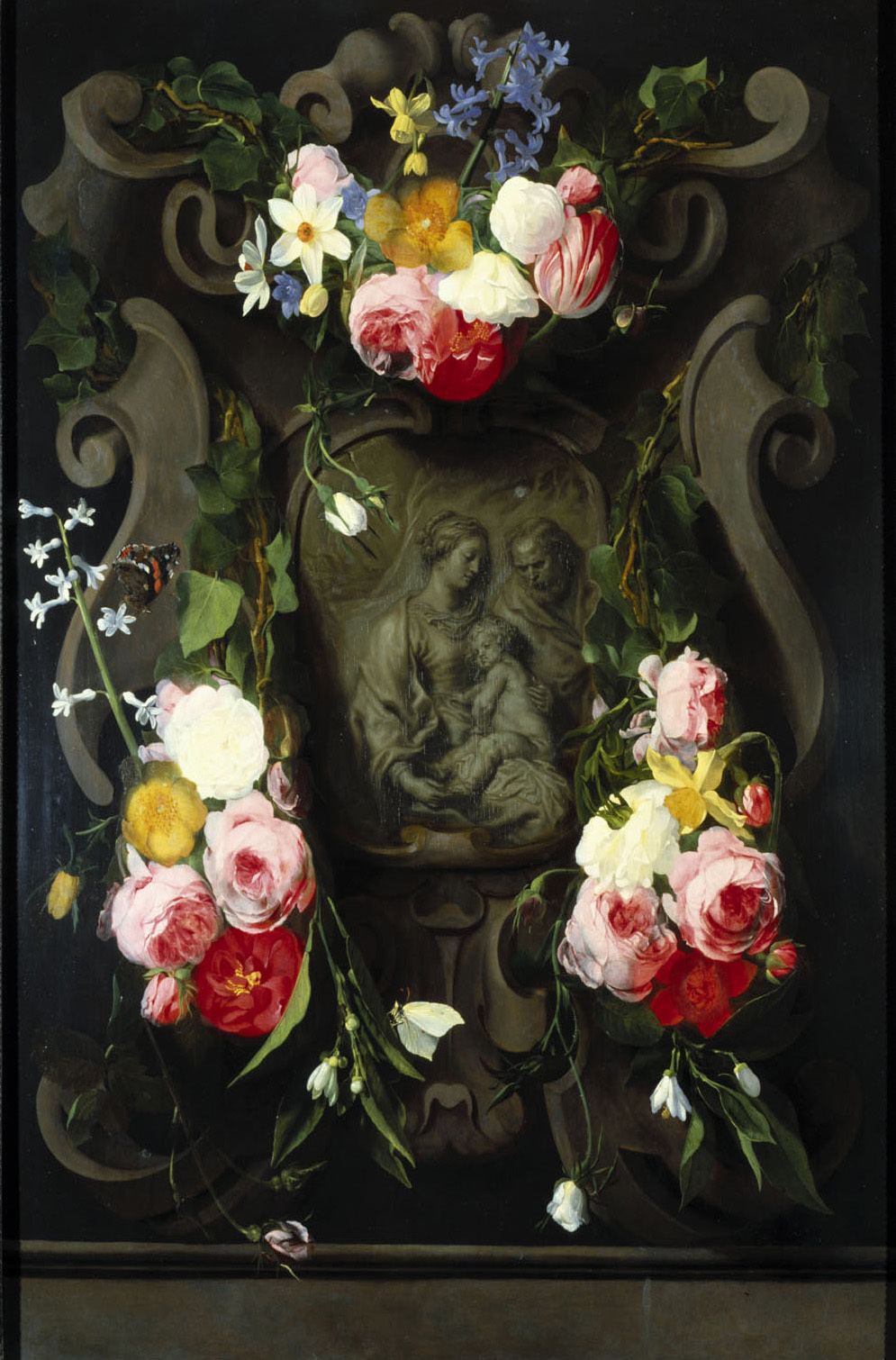
Sacra Famiglia custodita al Kunsthistorisches Museum; le figure centrali sono dipinte da Simon de Vos.

Daniel Seghers (o Segers) (Anversa, 3 dicembre 1590 – Anversa, 2 novembre 1661) è stato un pittore fiammingo specializzato in soggetti floreali, soprattutto ghirlande.

## Biografia
Nato ad Anversa, fratello del pittore di ambito caravaggesco
Gerard Seghers, si trasferì nelle Sette Province Unite attorno al 1601, a seguito della morte del padre Pierre e della conversione materna al Calvinismo. L'artista tornò ad Anversa nel 1611, dove entrò a far parte della Corporazione di San Luca locale e divenne allievo di Jan Brueghel il Vecchio. Riconvertito al Cattolicesimo, nel 1614 fu novizio dell'ordine dei Gesuiti a Malines. Nel 1621 lo troviamo a Bruxelles con Peter Paul Rubens, per la decorazione della chiesa di San Michele e Santa Gudula. Nel 1625 si recò per un corso di perfezionamento a Roma dove collaborò con Nicolas Poussin e con il Domenichino. Dopo due anni tornò ad Anversa e vi rimase fino alla morte.
Come frate gesuita lavorò senza compenso per offrire i suoi dipinti in regalo a personaggi molto importanti. Collezionarono le sue opere, tra gli altri, Cristina di Svezia, Federico Enrico d'Orange, Carlo II d'Inghilterra, la regina Maria de' Medici.

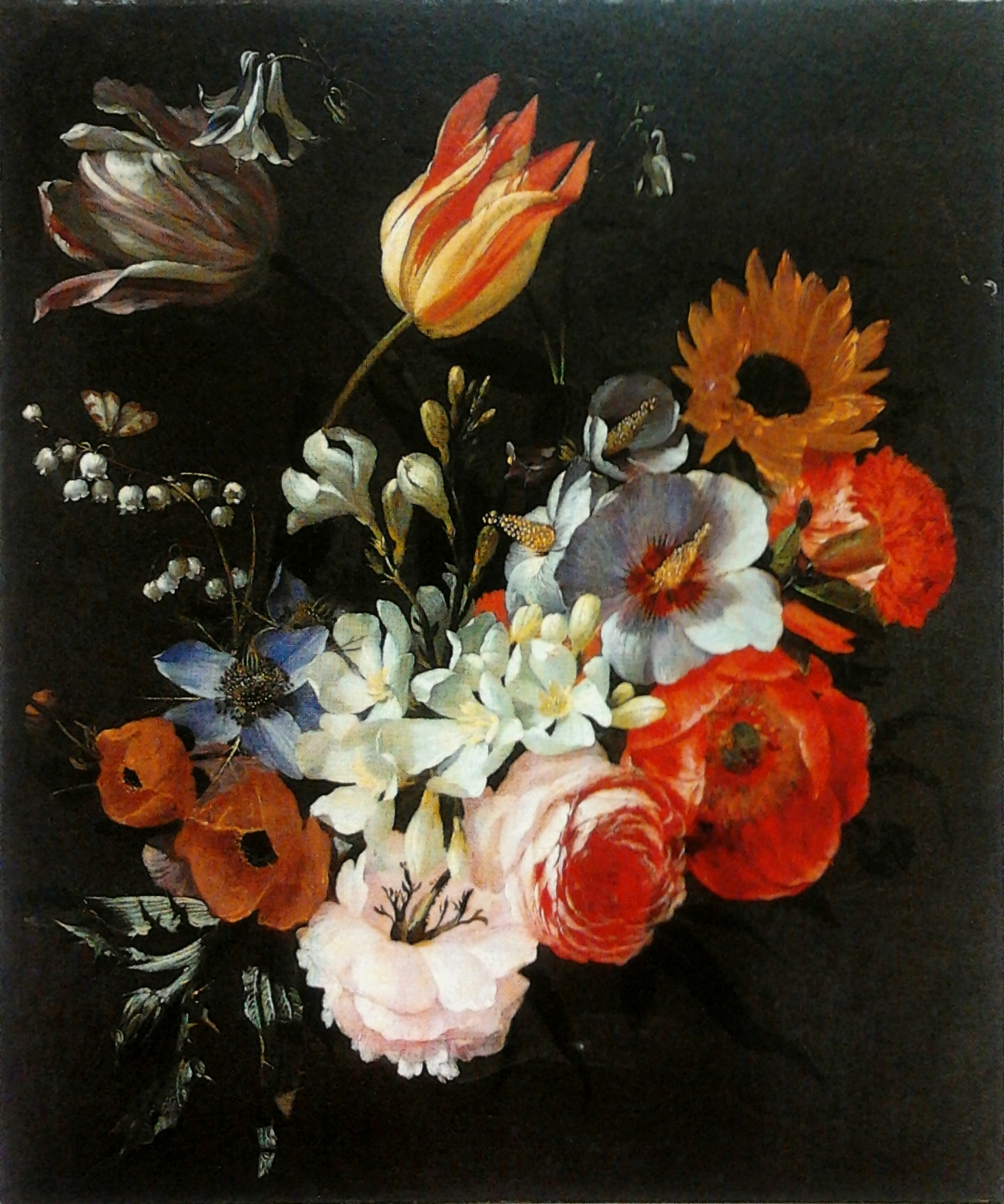
Bouquet di fiori, Museum of John Paul II, Varsavia

## Stile
I fiori nelle composizioni del Seghers sono disegnati con grande precisione naturalistica e mostrano ampia libertà compositiva, caratteri che possono aver contribuito alla formazione stilistica dei fioranti romani, come Mario de' Fiori. In Spagna la sua opera ebbe notevole influenza, soprattutto su Juan de Arellano. Il motivo della "ghirlanda", introdotto nelle Fiandre verso il 1600 da Jan Brueghel, fu diffuso in Italia proprio da Daniel Seghers.